# Dendrobium rhabdoglossum
Dendrobium rhabdoglossum är en orkidéart som beskrevs av Rudolf Schlechter. Dendrobium rhabdoglossum ingår i släktet Dendrobium, och familjen orkidéer. Inga underarter finns listade i Catalogue of Life.